# Пеконен, Айно-Кайса
А́йно-Ка́йса И́лона Пе́конен (фин. Aino-Kaisa Ilona Pekonen, в девичестве Хи́рвиниеми, Hirviniemi; род. 24 января 1979, Рийхимяки, Финляндия) — финский политик, депутат эдускунты от партии «Левый союз» (с 2011). В прошлом — министр социального обеспечения и здравоохранения Финляндии (2019—2021).

## Биография
Родилась 24 января 1979 года в Рийхимяки, в семье Раули и Эрьи Хирвиниеми — активных политиков Союза левых сил.
В 2000 году получила среднеспециальное медицинское образование и работала медсестрой (кроме того, была продавщицей и консультантом по жилищным вопросам).
Пеконен безуспешно выдвигалась на парламентских выборах 2007 года и европейских выборах 2009 года, но не была избрана. В 2011 году избрана депутатом Эдускунты (парламента Финляндии) и занимала пост председателя парламентской группы Союза левых сил, а также комитета по социальной политике и здравоохранению.
6 июня 2019 года была назначена министром социального обеспечения и здравоохранения в правительстве Ринне. В качестве одной из первых мер, предпринятой ей на посту министра, стала подготовка документации к отмене так называемой «модели активности для безработных». 10 декабря 2019 года получила портфель министра социального обеспечения и здравоохранения в кабинете Марин.

## Семья
- Отец и мать — Раули и Эрья Хирвиниеми — активные партийные деятели Союза левых сил.
- Брат — Аку Хирвиниеми[англ.] (род. 1983), финский актёр.
- Муж — Хенри Микаэль Пеконен (фин. Henri Mikael Pekonen). В браке с 2003 года.
  - Сыновья — Тойво, Вяйнё и Унто.